# ハーモニック (芸能事務所)
有限会社ハーモニック（harmonic）は、日本の音楽制作会社、芸能事務所。2004年設立。

## 主な所属アーティスト
2024年10月1日 (火) 現在

### 作曲家
- 長谷川哲史

### 俳優
- 松本カオル
- 海道力也（業務提携）

### 女優
- 朝比奈加奈
- 岡野さくら
- 鈴木まゆ
- 森田このみ
- 優美早紀
- 黒永明日香
- 寺村恵理加